# Colostethus jacobuspetersi
Espèce
Synonymes
- Colostethus torrenticola Rivero, 1991

Statut de conservation UICN

 CR B2ab(i,ii,iii,iv,v) : 
En danger critique
Colostethus jacobuspetersi est une espèce d'amphibiens de la famille des Dendrobatidae.

## Répartition
Cette espèce est endémique de l'Équateur. Elle se rencontre de 1 500 à 3 800 m d'altitude sur le versant Est de la cordillère Occidentale.

## Étymologie
Cette espèce est nommée en l'honneur de James Arthur Peters.

## Publication originale
- Rivero, 1991, « New Ecuadorean Colostethus (Amphibia, Dendrobatidae) in the collection of the National Museum of Natural History, Smithsonian Institution », Caribbean Journal of Science, vol. 27, no 1/2, p. 1-22 (texte intégral).